# Llista de rius de l'Horta Sud
Llista de rius, rambles i barrancs a la comarca de l'Horta Sud, al País Valencià.
| Nom                        | Tipus   | Conca     | Superfície de la conca | Longitud | Cabal | Naixement                     | Naixement                                              | Desembocadura                              | Desembocadura                                          | Foto |
| Nom                        | Tipus   | Conca     | Superfície de la conca | Longitud | Cabal | Lloc                          | Coord.                                                 | Lloc                                       | Coord.                                                 |      |
| -------------------------- | ------- | --------- | ---------------------- | -------- | ----- | ----------------------------- | ------------------------------------------------------ | ------------------------------------------ | ------------------------------------------------------ | ---- |
| Túria                      | riu     |           | 6.850 km²              | 280 km   |       | Monts Universals (Aragó)      |                                                        | mar Mediterrània (València)                | 39° 25′ 27″ N, 0° 19′ 52″ O / 39.4242°N,0.3311°O       |      |
| Poio (o Xiva, o Torrent)   | rambla  |           |                        |          |       | Serra de Xiva (Xest)          | 39° 29′ 04″ N, 0° 41′ 31″ O / 39.4844238°N,0.6918266°O | l'Albufera (València)                      | 39° 21′ 25″ N, 0° 20′ 26″ O / 39.3569705°N,0.3406501°O |      |
| Gallego                    | barranc | Poio      |                        |          |       | Godelleta                     | 39° 25′ 07″ N, 0° 42′ 01″ O / 39.4184784°N,0.7003086°O | rambla de Poio (Quart de Poblet)           | 39° 28′ 01″ N, 0° 32′ 02″ O / 39.4669282°N,0.5339134°O |      |
| l'Horteta (o Cortitxelles) | barranc | Poio      |                        |          |       | Torís                         | 39° 23′ 46″ N, 0° 37′ 25″ O / 39.3960494°N,0.623664°O  | rambla de Poio (Torrent)                   | 39° 26′ 07″ N, 0° 29′ 43″ O / 39.4353833°N,0.4951882°O |      |
| els Gils                   | barranc | Poio      |                        |          |       | Montserrat                    |                                                        | barranc de l'Horteta (Torrent)             | 39° 25′ 37″ N, 0° 31′ 46″ O / 39.4269343°N,0.5293951°O |      |
| les Canyes                 | barranc | Poio      |                        |          |       | Torrent                       | 39° 23′ 23″ N, 0° 32′ 23″ O / 39.3898288°N,0.5396212°O | barranc de l'Horteta (Torrent)             | 39° 25′ 54″ N, 0° 30′ 01″ O / 39.431774°N,0.500163°O   |      |
| la Saleta                  | barranc | Poio      |                        |          |       | Manises - Quart de Poblet     |                                                        | Aldaia - Xirivella                         |                                                        |      |
| Picassent                  | barranc |           |                        |          |       | els Tres Barrancs (Picassent) | 39° 20′ 58″ N, 0° 29′ 08″ O / 39.3494483°N,0.4856842°O | Séquia del Comú - l'Albufera (Beniparrell) | 39° 22′ 52″ N, 0° 23′ 38″ O / 39.3812459°N,0.393958°O  |      |
| el Realon                  | barranc | Picassent |                        |          |       | Picassent                     | 39° 23′ 39″ N, 0° 28′ 18″ O / 39.3943009°N,0.4717243°O | barranc de Picassent (Alcàsser)            | 39° 23′ 01″ N, 0° 26′ 04″ O / 39.3836538°N,0.4343755°O |      |
| Fondo                      | barranc | Tramusser |                        |          |       | serra d'Alèdua (Llombai)      | 39° 18′ 29″ N, 0° 31′ 02″ O / 39.3080857°N,0.5171678°O | barranc del Tramusser (Picassent)          | 39° 18′ 07″ N, 0° 26′ 25″ O / 39.3019011°N,0.4403042°O |      |

1. ↑  Vegeu les llistes de rius de la Ribera Alta i Ribera Baixa

## Enllaços
- Visor Cartogràfic. Institut Cartogràfic Valencià. Generalitat Valenciana. https://visor.gva.es/visor/